# Asino (araldica)
In araldica l'asino è ritenuto un animale nobile e degno di onore.
Simboleggia sobrietà ed umiltà ed era assunto anche come emblema del popolo ebreo e della prelatura personale cattolica Opus Dei.
Dell'asino può essere raffigurata anche solo la testa, frequentemente posta di fronte.

Asino passante (Maulbronn, Germania)
Asino rivoltato d'argento (Bodenheim, Germania)
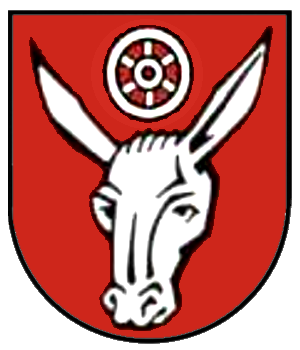
Testa d'asino (Oberohrn, comune di Pfedelbach, Germania)
Asino passante di nero (Biure, Spagna)

## Posizione araldica ordinaria
L'asino si rappresenta, di norma, passante.